# La Força d'Àreu
La Força d'Àreu és un veïnat del poble d'Àreu, del terme municipal d'Alins, a la comarca del Pallars Sobirà.
Tot i ser un veïnat del poble esmentat, n'està una mica allunyat al nord, i forma un nucli amb personalitat pròpia. Té l'antiga església de Sant Feliu de la Força d'Àreu, i, rere seu, les restes del nucli fortificat que li dona el nom.

## Etimologia
El terme força, conservat sobretot en terres pirinenques, designava una població murallada o bé un castell o una part de la població que reunia aquesta característica. Així, en aquest cas, es troba Àreu al pla, en lloc de més fàcil accés, sense clos murallat, i la Força a prop, en lloc de més difícil accés i protegit per muralles, o bé el clos format per les mateixes cases, amb algun element casteller (torre, portal, etcètera) de defensa.

## Història
La d'Àreu segueix les mateixes pautes històriques que la resta de castells i fortificacions de la Vall Ferrera: Alins, Araós i Tor. Documentada almenys des del 1280, el 1519, quan el veïnat tenia 28 habitants, apareix en una descripció de Pere Tragó de la manera següent: Al lloc d'Àreu la força està separada de la vila. La força o fortalesa és al peu de la costa i les cases fan muralla closa, i dins la fortalesa hi ha l'església parroquial. A dalt de la fortalesa hi havia una torre forta quadrada que ha estat enderrocada. La vila està en el pla, sense muralla, i hi ha una altra església i la casa de la rectoria.

## Les restes
L'església de Sant Feliu i el castell es troben a la part alta del nucli de la Força d'Àreu.
Darrere de l'església hi ha les restes d'una construcció de planta rectangular, que fa 14,4 metres de llarg per 7,4 metres d'ample i un màxim de 2,5 metres d'alçada, paral·lela a l'església de Sant Feliu de la Força d'Àreu, que podrien correspondre a la Força d'Àreu.